# アナザー・ワールド (ブライアン・メイのアルバム)
『アナザー・ワールド』（Another World）は、イギリスのロックバンド・クイーンのギタリスト、ブライアン・メイのオリジナル・アルバム。

## 解説
ブライアン・メイがソロ活動をスタートして2番目にリリースしたオリジナル・アルバム。オリジナル曲に加えて、ラリー・ウィリアムズ、ジミ・ヘンドリックス、モット・ザ・フープルのカバー曲も収録されている。2010年現在、日本盤は廃盤になっている。また、レコーディングに参加していたコージー・パウエルが本作完成前に事故で死亡しており、彼にとって最後のスタジオワークともいえる。
2022年にオリジナルのマスターテープをリマスターし、未公開音源を含んだデラックス版と通常版の二種類が発売された。

## 収録曲
1. スペース Space 0:47 (May)
2. ビジネス Business 5:07 (May)
3. チャイナ・ベル China Belle 4:01 (May)
4. ホワイ・ドント・ウィ・トライ・アゲイン Why Don't We Try Again 5:24 (May)
5. オン・マイ・ウェイ・アップ On My Way Up 2:57 (May)
6. サイボーグ Cyborg 3:54 (May)
7. ザ・ガヴナー The Guv'nor 4:13 (May)
8. ウィルダネス Wilderness 4:52 (May)
9. スロウ・ダウン Slow Down 4:18 (Williams)
10. ワン・レイニー・ウィッシュ One Rainy Wish 4:05 (Hendrix)
11. オール・ザ・ウェイ・フロム・メンフィス All The Way From Memphis 5:16 (Hunter)
12. アナザー・ワールド Another World 7:30 (May)

### 日本盤ボーナス・トラック
1. F.B.I. F.B.I (Marvin)
2. ホット・パトゥーティー Hot Patootie (O'Brien)

## 参加ミュージシャン
- ブライアン・メイ - ボーカル、ギター、キーボード、ベース、プログラミング
- コージー・パウエル - ドラムス (on 2、3、4、7、9、10、11)、パーカッション (on 4）
- スティーヴ・フェローン - ドラムス (on 12)
- ニール・マーレイ - ベース (on 3、9、10、11)
- ケン・テイラー - ベース (on 12)
- ジェイミー・モス - ギター (on 9)
- スパイク・エドニー - キーボード (on 9)
- ロンドン・メトロポリタン・オーケストラ - ストリングス (on 10)
- マイケル・ケイメン - 指揮者 (on 10)
- キャサリン・ポーター - バッキング・ボーカル (on 5)
- シェリー・プレストン - バッキング・ボーカル (on 5、11)
- ニッキー・ラブ - バッキング・ボーカル (on 11)
- ベッチ・グローバー - バッキング・ボーカル (on 11)
- テイラー・ホーキンス - ドラムス (on 6)
- ジェフ・ベック - ギター (on 7)
- イアン・ハンター - スペシャル・ゲスト朗読家 (on 11)[3]